# Румыния на «Детском Евровидении — 2004»
Румыния участвовала в «Детском Евровидении — 2004», проходившем в Лиллехаммере, Норвегия, 20 ноября 2004 года. На конкурсе страну представил Нони Разван Эне с песней «Îți mulțumesc», выступивший восемнадцатым. Он занял четвёртое место, набрав 123 балла.

## Национальный отбор
21 заявка была отправлена в TVR, из которых 7 были дисквалифицированы, а из оставшихся были выбраны 10 финалистов для национального отбора, прошедшего 25 сентября 2004 года. Победитель был определён комбинацией голосов от жюри и телеголосования.
| Concursul Eurovision Junior 2004 — 25 сентября 2004 | Concursul Eurovision Junior 2004 — 25 сентября 2004 | Concursul Eurovision Junior 2004 — 25 сентября 2004 | Concursul Eurovision Junior 2004 — 25 сентября 2004 |
| №                                                   | Артист                                              | Песня                                               | Место                                               |
| --------------------------------------------------- | --------------------------------------------------- | --------------------------------------------------- | --------------------------------------------------- |
| 01                                                  | Анна-Мария Делиу                                    | «Tarina de la Turda»                                | —                                                   |
| 02                                                  | Разван Думитру                                      | «Corabia de vise»                                   | —                                                   |
| 03                                                  | Нони Разван Эне                                     | «Îți mulțumesc»                                     | 1                                                   |
| 04                                                  | Дана Марес                                          | «Vreau sa fiu artista»                              | —                                                   |
| 05                                                  | Патриция Матей                                      | «Eu sunt speranta»                                  | 3                                                   |
| 06                                                  | Лара Попеску и Александру Матиос                    | «Asta e vacanta»                                    | —                                                   |
| 07                                                  | Ралука Параскив                                     | «Cantecul meu»                                      | —                                                   |
| 08                                                  | Александру Петку                                    | «Tot ce-mi doresc»                                  | —                                                   |
| 09                                                  | Джулия Сильвестру                                   | «Linistea din noi»                                  | 2                                                   |
| 10                                                  | Матей Тибаку-Блендеа                                | «Reactie in lant»                                   | —                                                   |

## На «Детском Евровидении»
Финал конкурса транслировал телеканал TVR1, комментаторами которого были Иоана Исопеску и Александр Надь, а результаты голосования от Румынии объявляла Эми. Нони Разван Эне выступил под восемнадцатым номером после Бельгии, и занял четвёртое место, набрав 123 балла.

## Голосование[6]
| Баллы     | Страна                       |
| --------- | ---------------------------- |
| 12 баллов | Белоруссия Испания Латвия    |
| 10 баллов | Франция Хорватия Швейцария   |
| 8 баллов  | Греция Кипр                  |
| 7 баллов  | Норвегия Северная Македония  |
| 6 баллов  | Великобритания Польша Швеция |
| 5 баллов  | Бельгия                      |
| 4 балла   |                              |
| 3 балла   |                              |
| 2 балла   | Дания Мальта                 |
| 1 балл    |                              |

| Баллы     | Страна             |
| --------- | ------------------ |
| 12 баллов | Испания            |
| 10 баллов | Великобритания     |
| 8 баллов  | Дания              |
| 7 баллов  | Хорватия           |
| 6 баллов  | Греция             |
| 5 баллов  | Кипр               |
| 4 балла   | Белоруссия         |
| 3 балла   | Франция            |
| 2 балла   | Северная Македония |
| 1 балл    | Мальта             |